# MBNA Mid-Atlantic 200 1999
MBNA Mid-Atlantic 200 1999 var ett race som var den sjunde deltävlingen i Indy Racing League 1999. Racet kördes den 1 augusti på Dover International Speedway. Greg Ray tog sin andra seger för säsongen, vilket fick honom att närman sig i striden om mästerskapet. Buddy Lazier och Kenny Bräck var övriga förare på podiet.

## Slutresultat
| Plats | Förare                | Team                   | Grid |
| ----- | --------------------- | ---------------------- | ---- |
| 1     | Greg Ray              | Team Menard            | 3    |
| 2     | Buddy Lazier          | Hemelgarn Racing       | 17   |
| 3     | Kenny Bräck           | A.J. Foyt Enterprises  | 14   |
| 4     | Billy Boat            | A.J. Foyt Enterprises  | 16   |
| 5     | Sam Schmidt           | Treadway Racing        | 4    |
| 6     | Scott Harrington      | McCormack Motorsports  | 5    |
| 7     | Jaques Lazier         | Truscelli Racing       | 22   |
| 8     | Buzz Calkins          | Bradley Motorsports    | 12   |
| 9     | Robbie McGehee        | Conti Racing           | 10   |
| 10    | Donnie Beechler       | Cahill Racing          | 20   |
| 11    | Tyce Carlson          | Blueprint-Immke Racing | 11   |
| 12    | Robby Unser           | Team Pelfrey           | 13   |
| 13    | Jeff Ward             | ISM Racing             | 7    |
| 14    | Stéphan Grégoire      | Dick Simon Racing      | 9    |
| 15    | Mark Dismore          | Kelley Racing          | 1    |
| 16    | Jimmy Kite            | McCormack Motorsports  | 15   |
| 17    | Scott Goodyear        | Panther Racing         | 18   |
| 18    | Eliseo Salazar        | Nienhouse Motorsports  | 21   |
| 19    | John Hollansworth Jr. | TeamXtreme             | 6    |
| 20    | Ronnie Johncox        | Kelley Racing          | 23   |
| 21    | Eddie Cheever         | Cheever Racing         | 19   |
| 22    | Scott Sharp           | Kelley Racing          | 2    |
| 23    | Davey Hamilton        | Galles Racing          | 8    |